# Fuyug
Le fuyug est une langue papoue parlée en Papouasie-Nouvelle-Guinée, dans la Province centrale de Papouasie. Ses 14 000 locuteurs, les Fouyoughés vivent principalement dans environ 300 villages du district de Goilala (en).

## Prononciation
Les conventions orthographiques employées pour écrire le fuyug sont a pour /ɑ/, e pour /ɛ/ et y pour /j/ ; les autres lettres sont identiques au symbole de l’alphabet international.

### Voyelles
Le fuyug a cinq phonèmes vocaliques.
|          | Antérieures | Postérieures |
| -------- | ----------- | ------------ |
| Fermées  | i           | u            |
| Moyennes | ɛ           | o            |
| Ouverte  |             | ɑ            |

/ɛ/ est prononcé comme une diphtongue [ɛi̯] en fin de mot ainsi qu’avant une consonne en fin de mot : ateg (« vérité ») se prononce [ɑˈtɛi̯ɡ] et ode (« où ») se prononce [oˈdɛi̯].
Les voyelles sont toutes nasalisées avant une consonne nasale : in [ˈĩn] (« pandanus »), ung [ˈũŋɡ] (« nez »), em [ˈẽĩ̯m] (« maison »).

### Consonnes
Le fuyug a 14 consonnes.
|            |           | Labiales | Coronales | Vélaire |
| ---------- | --------- | -------- | --------- | ------- |
| Occlusives | Sourdes   | p        | t         | k       |
| Occlusives | Sonores   | b        | d         | ɡ       |
| Fricatives | Sourdes   | f        | s         |         |
| Fricatives | Sonores   | v        |           |         |
| Nasales    | Nasales   | m        | n         |         |
| Spirantes  | Spirantes | w        | j         |         |
| Latérale   | Latérale  |          | l         |         |

Les occlusives sourdes sont aspirées en fin de mot et avant /i/ : endanti [ɛ̃nˈdɑ̃ntʰi] (« dehors »), oki [ˈokʰi] (« feu »), eyak [ɛˈjɑkʰ] (« retour »).
/n/ s’assimile devant une consonne vélaire et devient [ŋ] : yangos [jɑ̃ŋˈɡos] (« pluie »).
Enfin, la prononciation de /l/ varie librement entre [l] et [ɾ]. On orthographie L dans tous les cas, sauf dans le cas de mots étrangers où le mot dans la langue source a un R.

### Syllabes
Les syllabes en fuyug sont de la forme (C)V(C)(C). Il ne peut pas y avoir plus de deux consonnes qui se suivent à l’intérieur d’un mot, et les seules paires de consonnes autorisés en fin de mot sont mb, nd et ng. Il ne peut pas y avoir plusieurs voyelles qui se suivent.

### Accent tonique
L’accent tonique est prévisible en fuyug. Il tombe sur la dernière syllabe des mots mono- et dissyllabiques, et sur l’antépénultième des mots qui ont trois ou quatre syllabes. Les affixes ne déplacent pas l’accent tonique.

### Morphophonologie
Certains suffixes (dont notamment l’illatif -ti) provoquent des modifications de la fin du mot auquel ils s’attachent :
- m s’assimile en n devant t : im + -ti → inti (« dans l’œil »).
- L disparaît devant t : uwal + -ti → uwati (« dans le cœur »).
- Les occlusives sonores sont dévoisées à la fin d’un mot quand le mot suivant commence par une voyelle ou une consonne sourde : enamb + fidan → enamp fidan (« une route »), asang + ukas → asank ukas (« beaucoup de sable »).
- Un i est inséré entre deux consonnes si la première consonne n’est pas l ou une nasale : ev + -ti → eviti (« dans le soleil »). Avec certains suffixes verbaux, on insère un e : id + -ngo → idengo (« est en train de dormir »).
- Quand une voyelle en fin de radical rencontre un suffixe ou un clitique qui commence par une voyelle, la première voyelle est supprimée : ne + -a → na (« il mange »).

## Grammaire

### Pronoms personnels
Le fuyug a des pronoms personnels pour trois nombres (singulier, duel, pluriel) sans distinction de genre.
| Personne | Singulier | Duel | Pluriel |
| -------- | --------- | ---- | ------- |
| 1re      | na        | da   | di      |
| 2e       | nu        | ya   | yi      |
| 3e       | hu        | tu   | mu      |

Ces pronoms peuvent prendre quatre suffixes différents : le génitif -l ou -le, l’emphatique -ni, le comitatif -noy et le contrastif -v.

### Numéraux
Les numéraux en fuyug sont très limités : il n’y a que fidan (« un ») et yovalo (« deux »). Les numéraux de 3 à 5 sont construits à partir de ces deux-là :
- 3 : yovalo hul mindan (« deux son autre ») ;
- 4 : yovalo ta yovalo (« deux et deux ») ;
- 5 : yovalo ta yovalo ta hul mindan (« deux et deux et son autre »).

Après cinq, on utilise les numéraux anglais (souvent même pour les nombres plus petits que cinq). On utilise aussi hukas (« beaucoup ») après trois.